# Spitcam Jubb
Spitcam Jubb, född 21 juni 2011 i Viksjöfors i Gävleborgs län, är en svensk varmblodig travhäst. Han tränas av sin uppfödare och ägare Micael Broberg, som är amatörtränare vid Bollnästravet. Han körs oftast av Kaj Widell.
Spitcam Jubb började tävla i november 2014. Han har till juli 2018 sprungit in 2,3 miljoner kronor på 87 starter varav 15 segrar, 10 andraplatser och 5 tredjeplatser. Bland hans främsta meriter räknas segrarna i Norrländskt Varmblodsmästerskap (2017) och Lyon Grand Prix (2017). Han tog sin första V75-seger (rikstotoseger) den 5 september 2016 då han segrade i ett försökslopp av Bronsdivisionen på Färjestadstravet.
Den 9 september deltog han i 2017 års upplaga av finalen av UET Trotting Masters, som gick av stapeln på Vincennesbanan i Frankrike. Han slutade på sjundeplats.